# Pisică Rex
Pisica Rex este un mamifer din ordinul carnivorelor, familia Felidae, subfamilia Felinae (feline).

## Istoric
În anul 1950, domnul Ennismore, un crescător englez, a descoperit cu surprindere printre puii cu păr scurt, un pui mai interesant și creț. Blana, de suprafață normală a pisicilor, la acest motănel lipsea și avea în loc de blană scurtă, ondulată, așa-numita „curly whiskers”. Acest exemplar numit Kalibunker a devenit strămoșul tuturor pisicilor Cornish Rex. În vederea menținerii mutației genetice spontane, Kalibunker a fost încrucișat mai întâi cu mama lui, cu rezultate excepționale: doi dintre pui moșteneau blana creață. Unul dintre fii lui Kalibunker a fost considerat chiar de două ori excepție: acest motan numit Poldhu a produs varianta de culoare tortie albastră. În interesul realizării rasei Cornish Rex, ținând cont de protejarea calității blănii, noul tip a fost încrucișat cu exemplare burma și britanice cu părul scurt.

## Despre rasă
Gena deosebită care explică părul cu totul difert al pisicilor Rex a fost numită Gena Rex I. Pisicile Rex:
- Devon Rex ( gen Rex II )
- German Rex ( gen Rex I )

se deosebesc atât de mult încât nici nu se pot încrucișa între ele.

## Aspect
Părul rasei Cornish Rex este des, moale și se asemănă întru-câtva cu plușul. Firele fine și scurte sunt ondulate sau crețe, în special, părul de pe spate care pare recent încrețit. Această rasă este suplă, de statură medie și cu picioarele lungi. Capul este de mărime medie și are forma unui ic, bărbia esre puternică, iar craniul este teșit.